# جو ويلسون

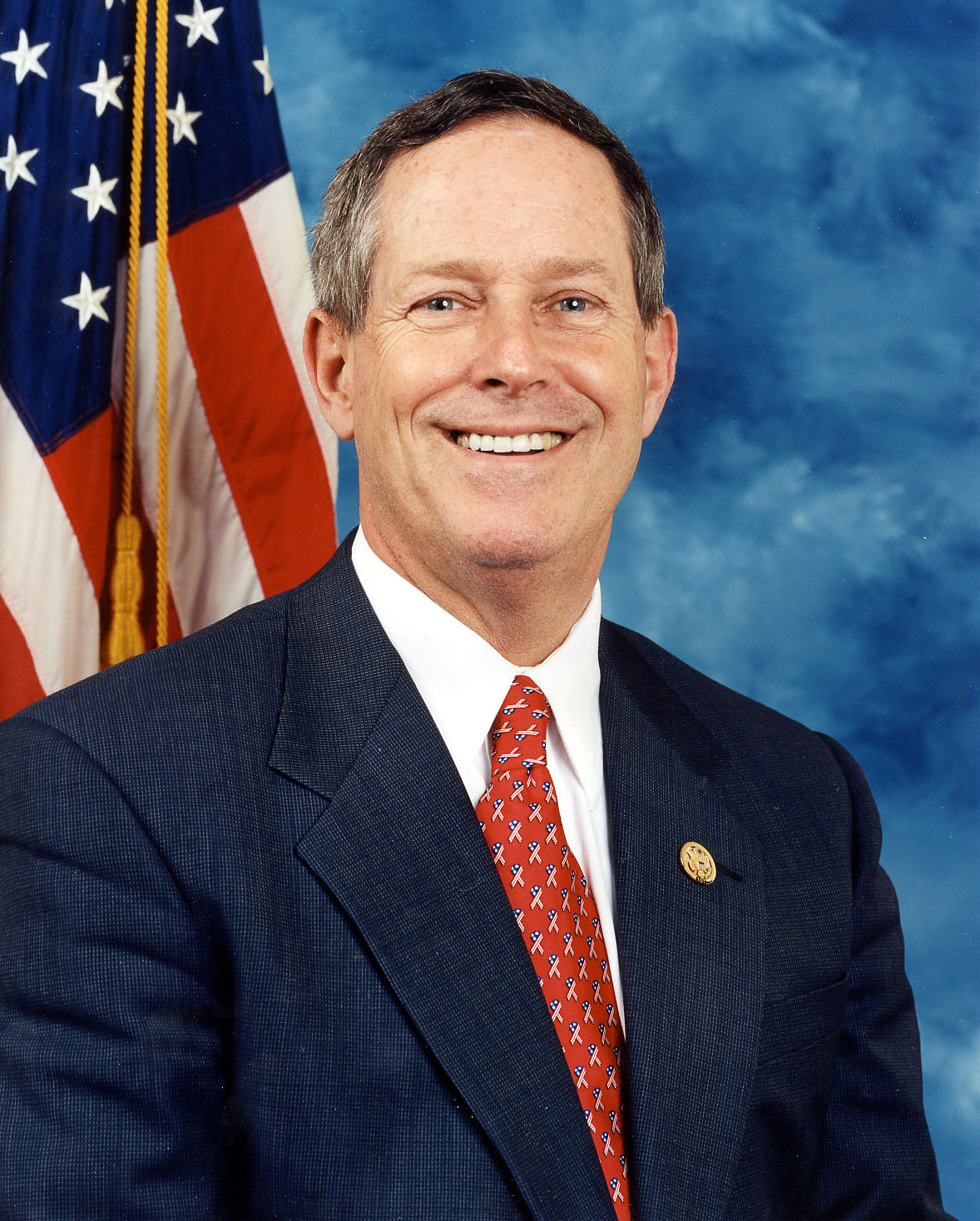
جو ويلسون.

جو ويسلون (بالإنجليزية: Joe Wilson)، سياسي ومحامٍ أمريكي من مواليد 31 يوليو، 1947 في تشارلستون في ولاية كارولاينا الجنوبية. جو ويلسون سياسي جمهوري. وهو عضو مجلس الشيوخ، وحالياً يمثل للمرة الثانية عضو مجلس الشيوخ، بدأ تمثيله للولاية في المجلس منذ 18 ديسمبر، 2001 خلفاً لـ(فلويد سبينس).
في سبتمبر 2009 وخلال خطاب من الرئيس الأمريكي باراك أوباما، قام جو ويلسون بالصراخ مقاطعا الرئيس بقوله «أنت كاذب»، الشيء الذي أثار ضجة إعلامية، ولكن سرعان ما اعتذر جو ويلسون للرئيس الأمريكي باراك أوباما و للشعب الأمريكي عن فعلته.

## التعليم والنشأة المبكرة
وُلِد ويلسون في تشارلستون بولاية كارولينا الجنوبية، وفي عام 1969 حصل على درجة البكالوريوس في العلوم السياسية من جامعة واشنطن لي، وحائز أيضا على درجة الدكتوراه في القانون من كلية الحقوق بجامعة كارولينا الجنوبية في عام 1972.

## المسيرة المهنية
خدم ويلسون في الجيش الأميركي كضابط احتياط بالفترة الممتدة من عام 1972 وحتى عام 1975. لاحقا التحق بالعمل كمدعي عام في الجيش ضمن الحرس الوطني لولاية ساوث كارولينا التابع للواء المشاة الميكانيكي 218، واستمر بالخدمة حتى تقاعد من الخدمة العسكرية برتبة عقيد في عام 2003.

## وصلات خارجية
- الموقع الرسمي لجو ويلسون
- صورة لجو ويلسون وهو يصرخ "أنت كاذب"